# Broadus (Montana)
Broadus es un pueblo ubicado en el condado de Powder River en el estado estadounidense de Montana. En el Censo de 2010 tenía una población de 468 habitantes y una densidad poblacional de 528,35 personas por km². Se encuentra a la orilla del río Powder, afluente del Yellowstone, a su vez afluente del Misuri.

## Geografía

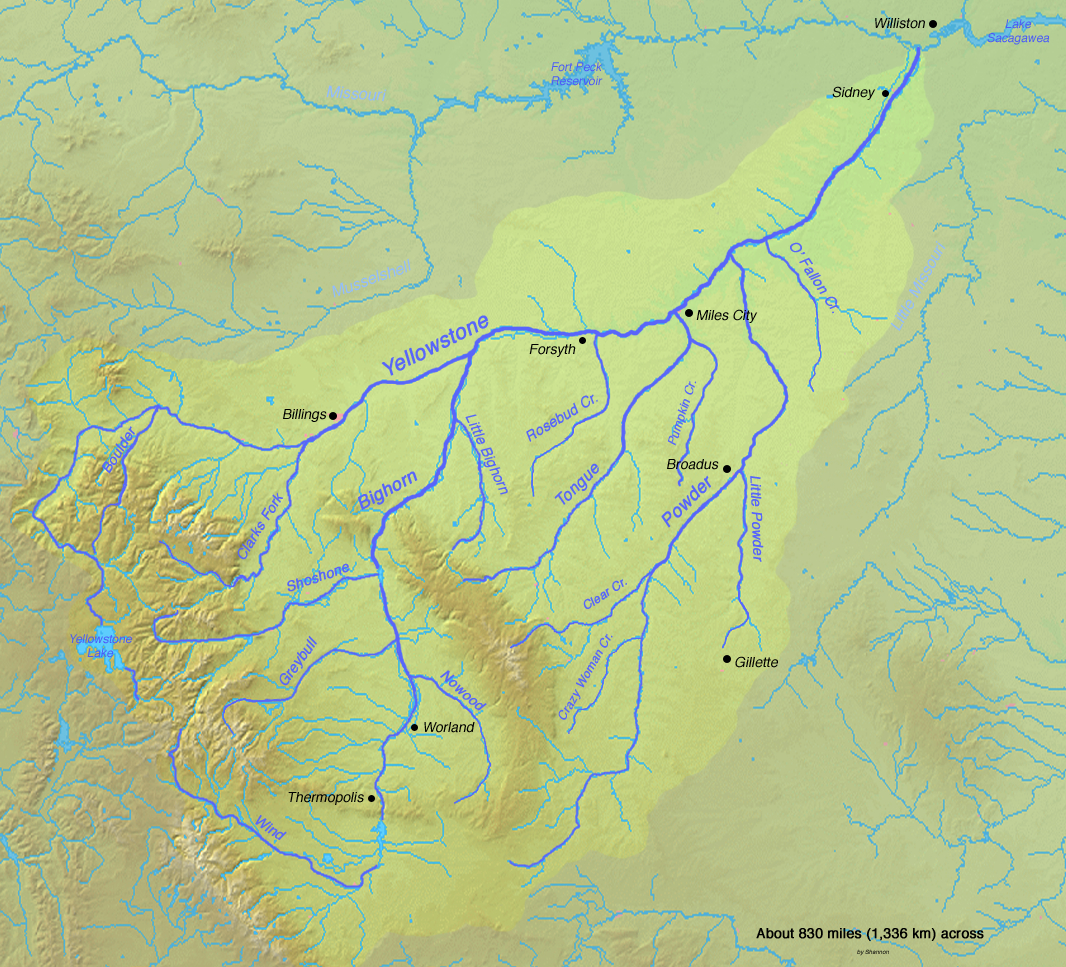
Ubicación de Broadus en un mapa de la cuenca del río Yellowstone

Broadus se encuentra ubicado en las coordenadas 45°26′35″N 105°24′29″O / 45.44306, -105.40806. Según la Oficina del Censo de los Estados Unidos, Broadus tiene una superficie total de 0.89 km², de la cual 0.89 km² corresponden a tierra firme y (0%) 0 km² es agua.

## Demografía
Según el censo de 2010, había 468 personas residiendo en Broadus. La densidad de población era de 528,35 hab./km². De los 468 habitantes, Broadus estaba compuesto por el 95.09% blancos, el 0% eran afroamericanos, el 0.64% eran amerindios, el 0.43% eran asiáticos, el 0% eran isleños del Pacífico, el 1.71% eran de otras razas y el 2.14% pertenecían a dos o más razas. Del total de la población el 2.99% eran hispanos o latinos de cualquier raza.